# 呉春

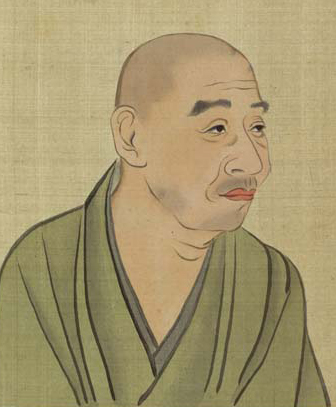
呉春肖像『近世名家肖像』より 伝谷文晁筆 東京国立博物館蔵

呉春（ごしゅん、 宝暦2年3月15日（1752年4月28日） - 文化8年7月17日（1811年9月4日））は江戸時代中期の絵師である。四条派の始祖。本姓は松村（まつむら）、名は豊昌（とよまさ）。字を裕甫、のち伯望（はくぼう）、通称を文蔵（ぶんぞう）、嘉左衛門。号には呉春のほかに月溪（げっけい）、可転（かてん）、允白（いんぱく）、存允白、孫石（そんせき）、軒号に百昌堂、蕉雨亭など。初期の画号・松村月渓も広く知られる。

## 生涯

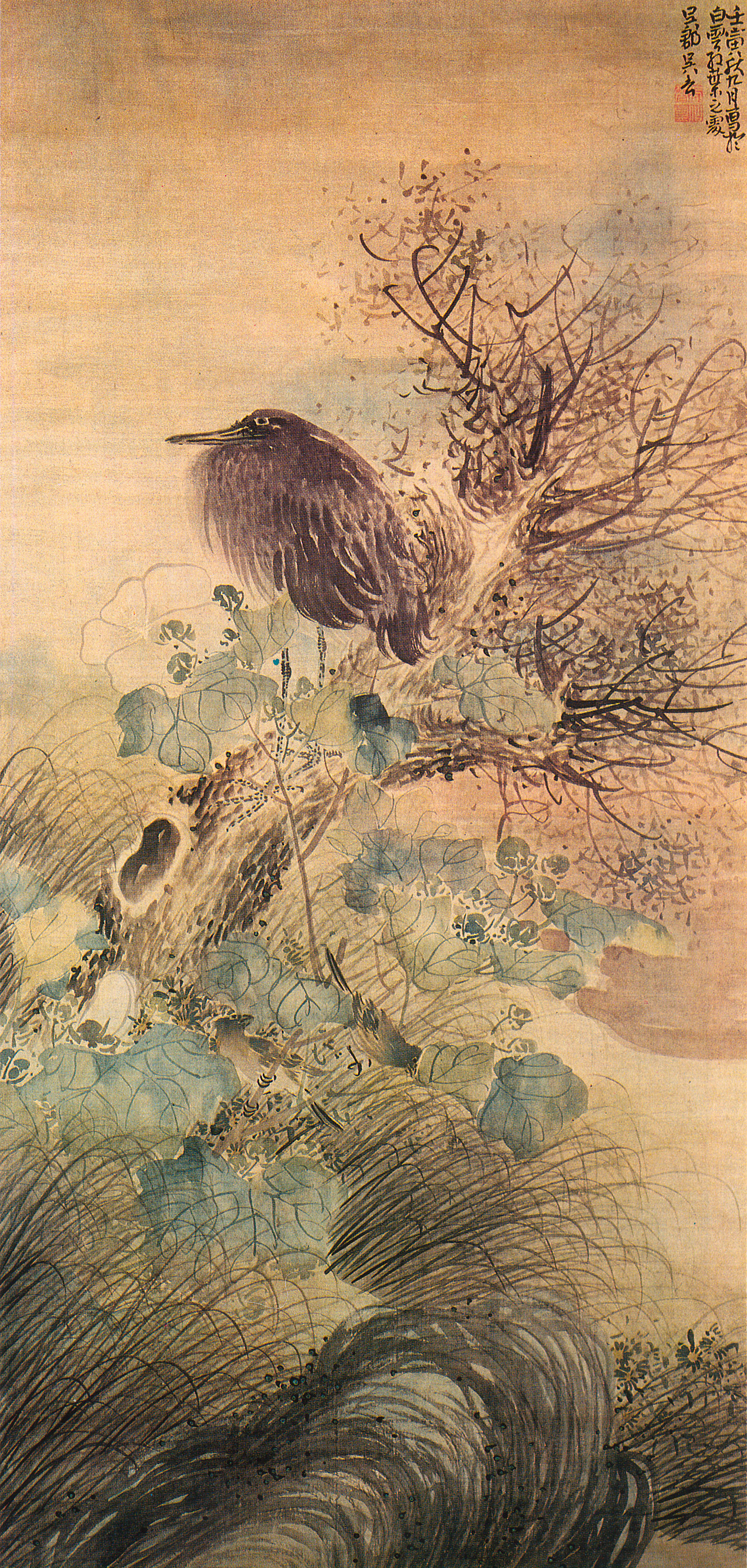
木芙蓉鵁鶄図 絖本淡彩 天明2年（1782年） 黒川古文化研究所蔵

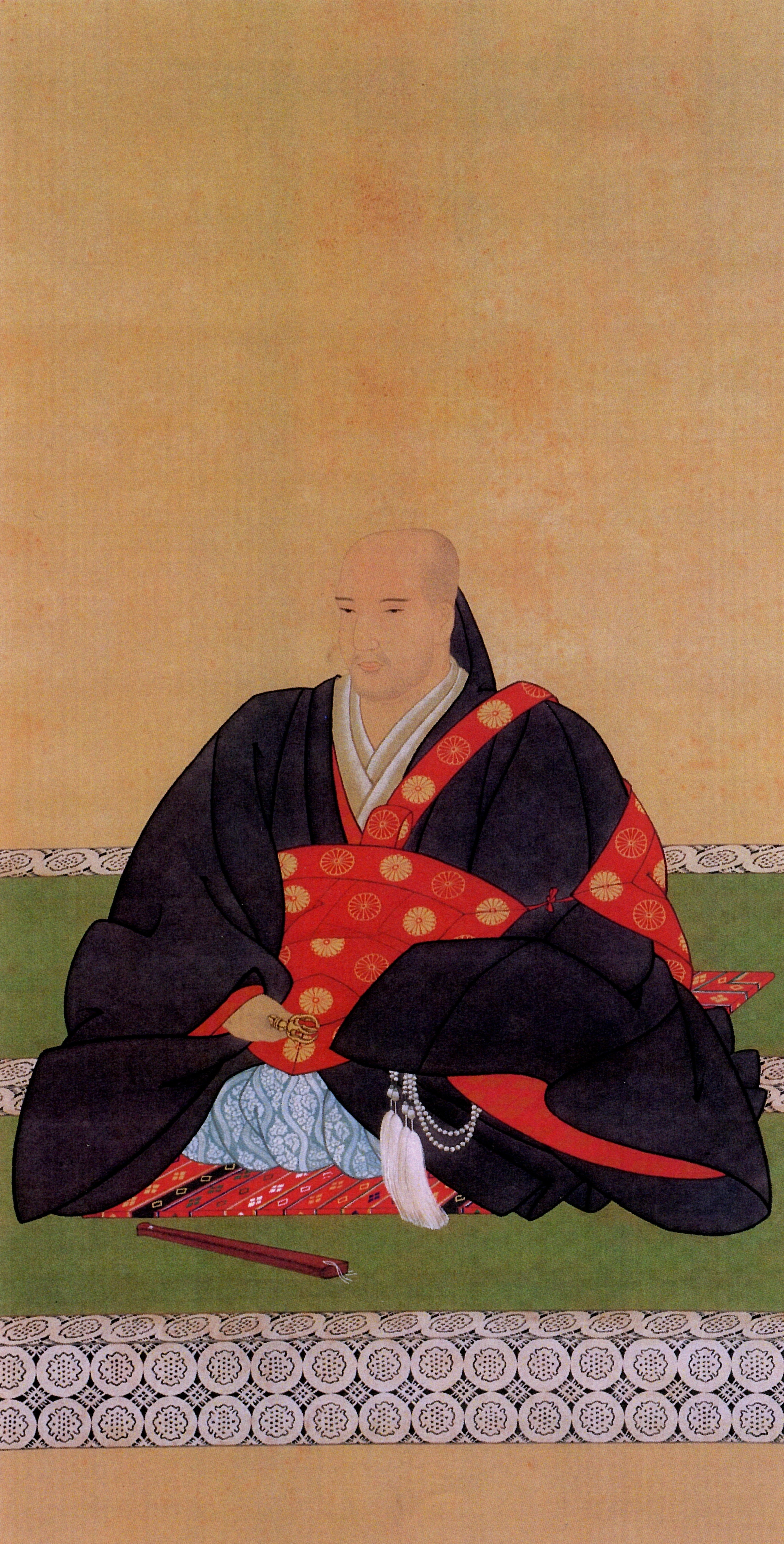
妙法院門主真仁法親王像（呉春筆？）

京都の金座年寄役の家に六人兄弟の長男として京都堺町通四条下ルで生まれる。はじめは家業を継ぎ金座の平役を務めた。金座は平役でも月収入がおよそ百両あり、家は裕福だった。非常に手先が器用で、大判小判を数える時には、右手から左手へ金貨を投げ上げ、その一瞬の間に贋金を傍らに選り分けたという逸話が残る。

### 旦那芸の時代
何時頃から絵を学び始めたかははっきりとは不明だが、明和7年（1770年）頃に大西酔月の門を叩いたとされる。数年後に酔月が亡くなると、安永2年（1773年）には与謝蕪村の内弟子として入門、俳諧や南画（文人画）を学ぶ。最初は趣味や余技として学び始めたが、安永4年（1775年）の『平安人物誌』の画家の項に早くも名前が載っている。この前後から安永末頃、何らかの事情で金座を辞すと、本格的に俳諧師や絵師として身を立てていく。

### 池田時代
呉春は、金座に勤めていた時、嶋原の名妓・雛路を身請けし妻としていたが、天明元年（1781年）3月、単身里帰りの途中海難事故に遭い妻を、8月には父を相次いで失う。傷心を癒す為か剃髪し、蕪村の勧めで、パトロンであった蕪村門下の商人・川田田福を頼り、しばらく現在の大阪府池田市に転地療養する。翌年の正月、この地の古名である「呉服（くれは）の里」で新春を過ごした事に因み、呉春、伯望の画号を名乗るようになる（この縁で、池田市には今でも「呉春」と言う銘柄の地酒がある）。ただし、「月渓」の名は俳号としては終生用い続け、俳画や俳諧では｢月渓｣を名乗っている。これは、師蕪村が画号を「春星」「謝寅」、俳号を「蕪村」と使い分けていたことに倣っていると考えられる。この頃から天明6年5月の帰洛後円山派風の作品を描くまでを「池田時代」、または天明年間にほぼ重なる事から「天明時代」という。蕪村風の筆法で力強い画風の人物画や花鳥画を残し、俳画にも優れた作品が多い。呉春の俳画には、自句を記したものは少なく、蕪村ら先人の句に合わせて画を添えることが多い。この点、自画と自句を合わせて自己表現を試みていた蕪村とは対称的である。
天明3年（1783年）蕪村が重病に伏せると、呉春は京に戻る。兄弟子紀楳亭と共に献身的に看病したが、同年末に蕪村は亡くなってしまう。師の死後も、自ら挿図を描いて遺作句集『新花摘』を出版し、池田と京を往復し蕪村の家族の世話をする。しかし、この頃から次第に師匠とは対照的な画風である円山応挙に接近していく。天明7年（1787年）頃から、おそらく応挙の紹介で、真仁法親王のサロンに出入し始め、法親王側近の絵師となる。同年、応挙を棟梁とする6人の絵師の中に入り、一回目の但馬国大乗寺の襖絵制作に参加。この時の作「群山露頂図」は、蕪村の「峨嵋露頂図」に倣った作品で、関係文書にも「蕪村高弟月渓」と記されており、未だ蕪村を慕う呉春の心情を窺わせる。天明6年（1786年）から2年間10回にわたって、池田の酒造家が中心となって、蕪村の「屏風講」に倣ってか「掛物講」が催されている。これは講の参加者が1両ずつ出しあって代金を募り、くじ引きで呉春の絵を得る仕組みである。その中には後の写生派時代につながる作品が見られ、この講が画業転換期の呉春を支えたと言える。

### 写生画へ転換

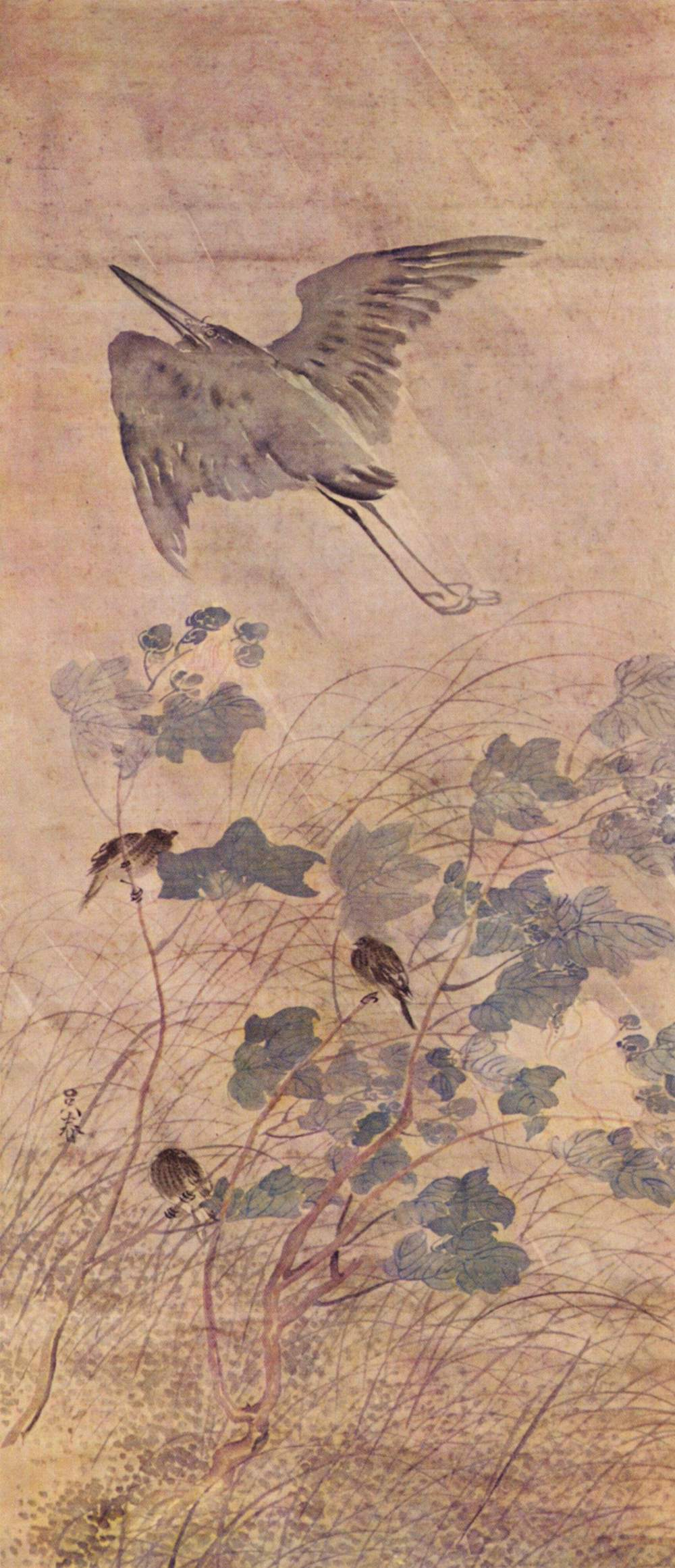
絹本淡彩 寛政12年（1800年） ヴィクトリア&アルバート博物館

天明8年（1788年）天明の大火で焼きだされた呉春は、避難所だった五条喜雲院で、偶然にも一時応挙と同居する。この時応挙は、「御所や門跡寺院に出入したいなら、漢画を捨てて狩野派や写生画を描かねば駄目だ」、と助言をした（『古画備考』）。呉春は師蕪村と異なり、俳諧と国文学には詳しかったが漢詩文の素養は無きに等しく、師亡き後も南画を描き続ける意欲や動機が薄かった。また、親しかった高井几董の死がきっかけとなったとする意見もある。いずれにしても呉春は、応挙の助言を取り入れ、文人画の味わいを残しつつ写実的な作風へと転進していく。この時、呉春は応挙に弟子入りしようとしたが、蕪村と交流があり呉春の画才を認めていた応挙は、呉春を莫逆の友として遇し（『松村家略系』）、「ただ共に学び、共に励むのみ」と答えたという逸話が残る（『扶桑画人伝』）。数年後の寛政7年（1795年）、二回目の大乗寺障壁画「四季耕作図」では、円山派風の作風へと変化している。同年応挙が亡くなると呉春は京都画壇の中心となり、その画派は呉春の住む場所から四条派と呼ばれた。呉春は合作が多い絵師であり、翌年も岸駒と合作した「山水図」（東京芸術大学大学美術館）を描く。晩年の呉春は、放埒な生活が祟ってか病気がちで健康がすぐれず、大作を依頼されても断ったという（上田秋成『胆大小心録』）。
文化8年（1811年）7月自宅で没する。享年60。法名は釈春譲。洛南の大通寺に葬られたが、大通寺が荒廃したため明治22年（1889年）9月、四条派の絵師たちによって松村景文と共々、金福寺の蕪村の墓隣に改葬された。

## 人柄と画風 ―器用なるおのこ

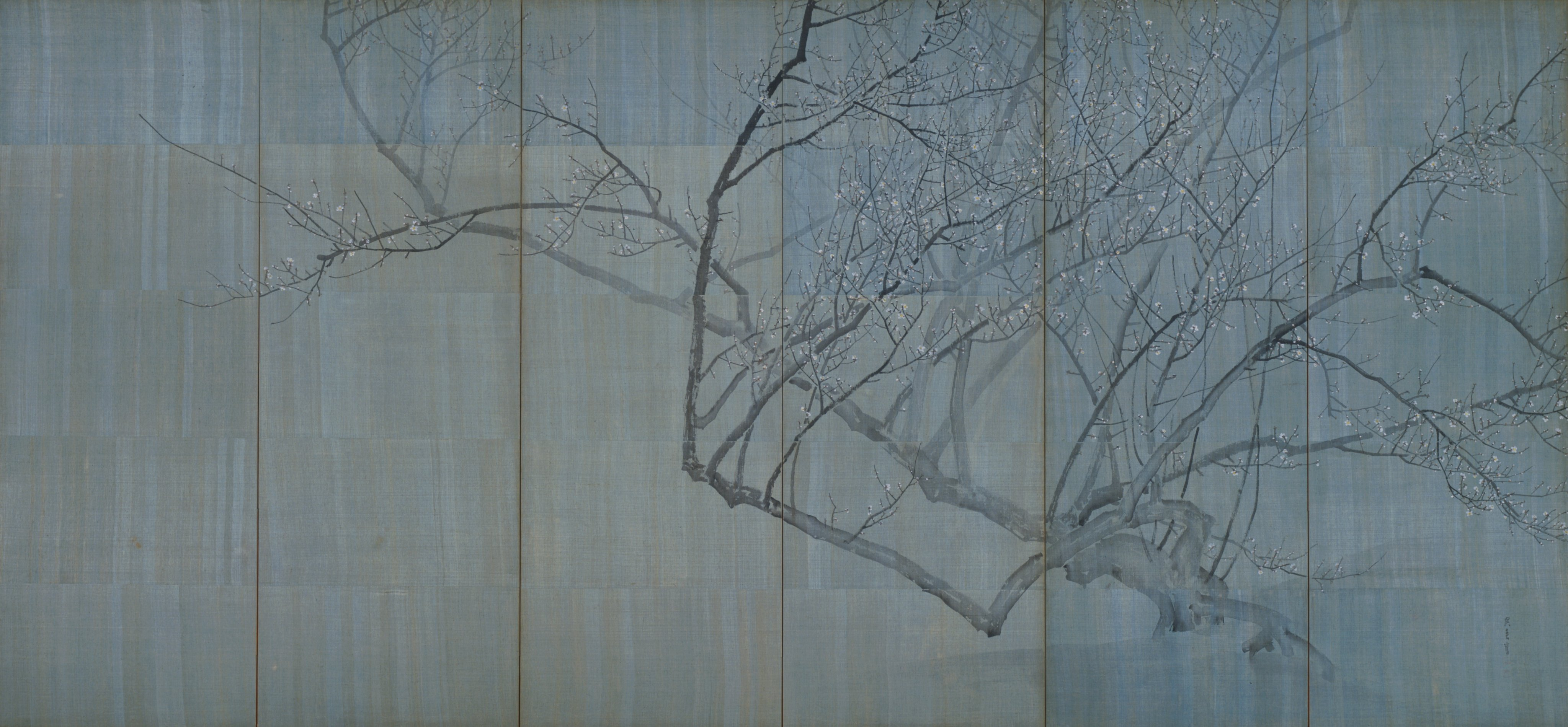

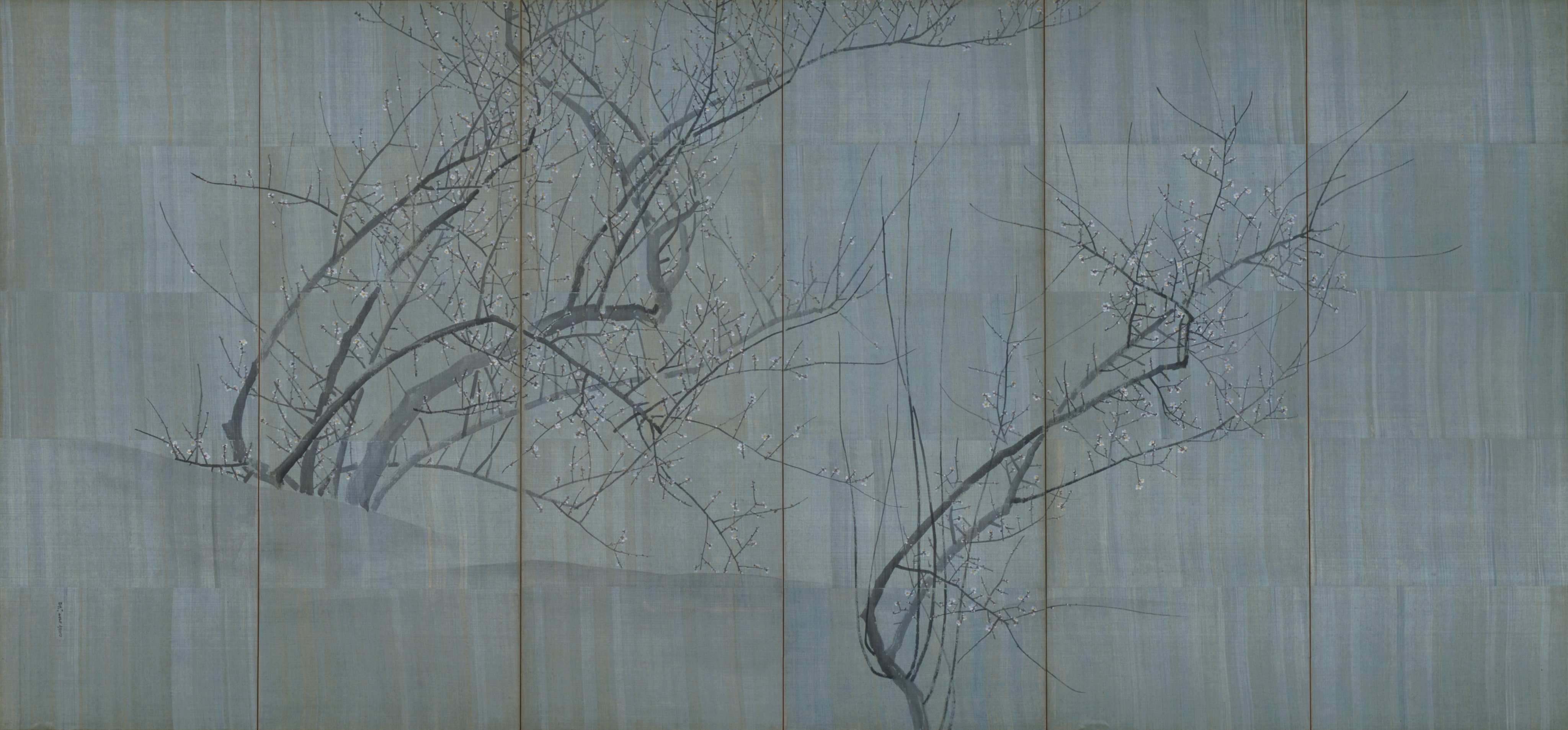

呉春は社交を好む粋な都会人で、絵の他にも俳諧、書、篆刻、謡曲、横笛、蹴鞠にも堪能だった。呉春の池田時代、蕪村が弟子に送った手紙では、呉春のことを「篤実な君子」で、絵と俳諧は勿論、横笛なども上手い「器用なるおのこ」で、特に「画は愚老（蕪村）も恐るるばかりの若者」だと記している。友人の上田秋成によると、応挙は衣食住に全く無頓着だったが、呉春は「食い物が解らない者は、何も上手になれぬ」と語っていたと言う。実際、池田時代は地元の食通たちと「一菜会」という名で会食会をたびたび開き、その献立も残っている。そうした気質が絵にも反映され、応挙及び円山派の写生画が、時に生真面目すぎて窮屈な感じを与えるのに対し、呉春の写生画には平明で都会的な洒脱な要素が加味されている。こうした点が、当時の人々に一層親しく感じられ、呉春の四条派が円山派から独立した画派を形成できた理由であろう。頼山陽は「京都の画風は、応挙において一変し、呉春において再変した」と評している（『雲烟略伝』）。後に師の応挙と合わせて円山・四条派と呼称され、近現代にまで連なる京都日本画壇の遠祖となった。

## 代表作

### 池田時代
| 作品名                           | 技法         | 形状・員数 | 寸法（縦x横cm）   | 所有者                             | 年代                      | 落款・落款 | 文化財指定 | 備考 |
| -------------------------------- | ------------ | ---------- | ----------------- | ---------------------------------- | ------------------------- | ---------- | ---------- | ---- |
| 田舎清閑図                       | 紙本淡彩     | 二曲一隻   | 156.2x173         | 石川県立美術館                     | 1780-81年（安永9-10年）頃 |            |            |      |
| 柳陰帰漁図                       | 紙本墨画淡彩 | 二曲一隻   | 161.3x183.0       | 静岡県立美術館                     | 1783年（天明3年）         |            |            |      |
| 桃李園・龍山落帽図               | 絹本淡彩     | 六曲一双   |                   | 逸翁美術館                         |                           |            |            |      |
| 砧図（秋夜擣衣図）               | 絹本淡彩     | 1幅        |                   | 逸翁美術館                         |                           |            | 重要美術品 |      |
| 柳鷺群禽図（りゅうろぐんきんず） | 絹本墨画淡彩 | 六曲一双   |                   | 京都国立博物館                     | 天明年間                  |            | 重要文化財 |      |
| 群山露頂図                       |              | 襖14面     |                   | 大乗寺                             |                           |            | 重要文化財 |      |
| 山水図屏風                       | 紙本金地墨画 | 六曲一双   | 173.2x373.0（各） | 東京国立博物館                     |                           |            | 重要美術品 |      |
| 山水図屏風                       | 絖本墨画淡彩 | 六曲一双   | 163.7x364.2（各） | 東京国立博物館                     |                           |            |            |      |
| 山水図屏風                       | 紙本墨画淡彩 | 六曲一双   |                   | ベルリン国立アジア美術館           |                           |            |            |      |
| 山樵漁夫図屏風                   | 紙本墨画淡彩 | 六曲一双   |                   | ニューヨーク・バーク・コレクション | 1790-95年頃か             |            |            |      |

### 四条派時代
| 作品名                     | 技法                       | 形状・員数                   | 寸法（縦x横cm） | 所有者             | 年代                     | 落款・落款                                          | 文化財指定                       | 備考                             |
| -------------------------- | -------------------------- | ---------------------------- | --------------- | ------------------ | ------------------------ | --------------------------------------------------- | -------------------------------- | -------------------------------- |
| 白梅図屏風                 | 絹本墨画淡彩               | 六曲一双                     |                 | 逸翁美術館         | 1789年（寛政初年）頃     |                                                     | 重要文化財                       | 逸翁美術館で毎年春に展示される。 |
| 桜花游鯉図                 | 絹本著色                   | 1幅                          | 大幅            | 逸翁美術館         |                          |                                                     |                                  | 光格天皇の下命により揮毫         |
| 四季耕作図屏風             | 紙本墨画淡彩・金泥引金箔散 | 六曲一双                     |                 | 廬山寺             | 寛政中頃                 |                                                     |                                  |                                  |
| 四季耕作図                 |                            | 襖12面                       |                 | 大乗寺             | 1795年（寛政7年）        |                                                     | 重要文化財                       |                                  |
| 西本願寺晟章殿小書院障壁画 | 紙本                       | 85面                         |                 | 西本願寺           | 1795-97年（寛政7-9年）頃 | 無款                                                | 京都市指定有形文化財（美術工芸） |                                  |
| 山水図                     | 紙本墨画淡彩               | 襖6面・違棚壁貼付4面の計10面 |                 | 妙法院白書院       | 寛政年間中後期           | 落款「呉春」/「呉春之印」白文方印・「伯望」白文方印 | 京都市指定有形文化財（美術工芸） |                                  |
| 涅槃図                     | 絹本著色                   | 1幅                          | 102.5x70.6      | 大雲院 (京都市)    | 呉春40大半ば頃の作か     | 落款「呉春書」/白文方印                             |                                  |                                  |
| 泊舟図襖                   | 紙本墨画淡彩               | 襖4面                        |                 | 醍醐寺三宝院新居間 | 文化年間頃               | 落款「呉春」/「呉春之印」白文方印                   | 京都市指定有形文化財（美術工芸） |                                  |
| 竹図屏風                   | 六曲一双                   | 紙本墨画金泥引               | 本間屏風        | 相国寺             |                          |                                                     |                                  |                                  |
| 桃源郷図                   | 絹本著色                   | 1巻                          |                 | 遠山記念館         | 18世紀                   |                                                     | 重要美術品                       |                                  |
| 蔬菜図巻                   | 紙本著色                   | 1巻                          |                 | 泉屋博古館         |                          |                                                     |                                  |                                  |

## 主な門下生（弟子）
- 松村景文
- 岡本豊彦
- 柴田義董
- 小田海僊

- 紀広成
- 長山孔寅
- 佐久間草偃
- 山脇東暉

## 交流のあった人物
- 上田秋成
- 高井几董
- 村田春海
- 皆川淇園

- 菅茶山
- 村瀬栲亭
- 中井竹山

## 呉春を描いた短編小説
- 天明の絵師（司馬遼太郎）

## 参考資料
- 鈴木進編 『日本の美術39 応挙と呉春』 至文堂、1969年
- 『週刊朝日百科　世界の美術129 江戸時代後期の絵画2 円山・四条派と若冲・蕭白』朝日新聞社、1981年
- 源豊宗監修、佐々木丞平編 『京都画壇の一九世紀 第2巻 文化・文政期』 思文閣出版、1994年 ISBN 4-7842-0838-0
- 佐々木丞平・佐々木正子 『文人画の鑑賞基礎知識』 至文堂、1998年 ISBN 4-7843-0162-3
- 冷泉為人「呉春の生涯と芸術」-『聚美』Vol.1、青月社、2011年。ISBN 978-4-8109-1241-8
- 高野弥和子「作品紹介　呉春「大黒天図」」-『聚美』Vol.6、青月社、2013年、pp.96-99。ISBN 978-4-8109-1261-6
- 冷泉為人「研究論文　呉春拾遺 ─呉春の器用な芸術─」-『聚美』Vol.7、青月社、2013年、pp.96-111。ISBN 978-4-8109-1263-0

展覧会図録
- 『松村月渓（呉春）展』 逸翁美術館、1967年
- 『呉春展』 尼崎市総合文化センター、1979年
- 『逸翁美術館名品展 蕪村と呉春』 サントリー美術館、1981年
- 『呉春』 逸翁美術館、1982年